# Кен Генслі
Кеннет Вільям Девід Генслі (англ. Kenneth William David Hensley; 24 серпня 1945, Лондон, Англія — 4 листопада 2020, Іспанія) — британський рок-музикант, клавішник, гітарист, співак, автор пісень і продюсер, найбільшої популярності набув як учасник «Uriah Heep» (1969–1980 роки).

## Біографія
Кен Генслі народився 24 серпня 1945 року в Пламстеді, на південному сході Лондона, у сім'ї офіцера військово-морського флоту, який дав своїм дітям суворе релігійне виховання у вікторіанському дусі. У десятирічному віці з усією родиною (батьками, трьома братами й сестрою) він переїхав до Стівеніджа, де у дванадцять років почав опановувати гітару, користуючись самовчителем Берта Відона.
Свій перший концерт Кен дав у залі заводу Ментмор (The Mentmore Pen Factory) у вересні 1960 року. Потім був учасником місцевих груп «The Blue Notes», «Ken And The Cousins», а також «Kit And The Saracens», з учасників якої 1963 року утворився «The Jimmy Brown Sound» (цей гурт зробив записи, однак до нашого часу вони не збереглися).
1965 року, втративши інтерес до музики соул, на якій спеціалізувалися «The Jimmy Brown Sound», Кен звернувся до важчого звучання. Разом із Міком Тейлором він увійшов до складу «The Gods»; тут написав велику частину композицій, співав і грав на органі «Hammond B3». Після розпаду групи кілька її учасників (зокрема, Генслі) перейшли до Кліффа Беннетта в «Toe Fat». Паралельно музикант грав у проєкті Head Machine (альбом Orgasm), причому в той період здебільшого грав на гітарі.

### Uriah Heep
Наприкінці 1969 року Кен прийняв пропозицію Пола Ньютона приєднатися до «Spice» — групи, що шукала клавішника. Незабаром склад змінив назву на «Uriah Heep», а Генслі став основним автором групи. Він приносив у студію базові ідеї, пісенні структури; потім усі учасники групи аранжували композиції — так відбувалася колективна робота «Uriah Heep». «Здебільшого я писав пісні за допомогою гітари, тому що ми багато гастролювали, й у ті дні не існувало портативних клавішних, які можна було б для цієї мети використовувати», — говорив клавішник. Щоразу спочатку з'являлися слова; пізніше, нерідко в готелі, Генслі накидав мелодію.
Музикант виробив своєрідний, суто індивідуальний стиль гри: «Я тільки тому й почав грати на інструменті, що захотів перетворити свої вірші на пісні; тільки заради цього я навчився грати на гітарі та фортепіано — саме тому я граю зовсім не так, як справжні музиканти… Я ніколи не брав справжніх уроків гри на фортепіано і не зміг би зіграти, як Кейт Емерсон або Рік Уейкман, проте й ніхто не грає, як я».
Так само і на слайд-гітарі Кен навчився грати по-своєму (використовуючи так званий «нормальний» настрій), а коли Мік Тейлор показав йому, як правильно грати на «відкритому» акорді, перевчитися вже не зміг.
Участь в «Uriah Heep» принесла мультиінструменталісту й авторові Кену Генслі світову славу, попри неприйняття критики, яка в перші роки була майже одностайною. Лише через багато років фахівці визнали видатну авторську та виконавську майстерність музиканта. Своїм улюбленим періодом в історії групи Кен називав час роботи над альбомом «Demons and Wizards», коли всі музиканти були дуже згуртовані.
Розпад Uriah Heep, на думку Генслі, був вирішений перед смертю Гері Тейна. «Гері був найкращим музикантом у групі, і коли його не стало, мені стало ясно: це початок кінця. І хоча його замінив Джон Веттон — чудовий бас-гітарист, співак та аранжувальник, усе ж це було інше… хімічна реакція стала зовсім іншою»,— говорив він. Хоча з Тейном вони не були близькими друзями, смерть його стала для Кена потрясінням: «…Просто тому, що, коли ти молодий, ти здаєшся собі невразливим, і смерть здається дуже далекою… Я знав, що Гері має проблеми, особливо з героїном, але ніяк не міг очікувати його смерті». Втім, за словами Генслі, це не змінило його власних шкідливих звичок.
1980 року Кен покинув групу. Цьому передував тривалий конфлікт, початок якому ще в середині 70-х поклав алкоголізм Девіда Байрона. «Одна справа, коли злегка п'яний басист або трохи під кайфом гітарист, але коли вокаліст п'яний ущент і не може говорити, падає і не бачить ні групи, ні залу, — це вже серйозна проблема… Він пив надто багато, ми багато говорили про це, але нічого не змінювалося. Зрештою я прийшов до менеджера з ультиматумом: або йде він, або йду я».
Байрону дали випробувальний термін два місяці, але за цей час справи лише погіршилися. Врешті-решт вокаліста замінили, але «виявилося, що це — кінець групи»: після запису чотирьох альбомів з оновленим складом Кен 1980 року покинув колектив. До цього моменту він був, за власним визначенням, закінченим наркоманом. «Немає нічого поганого в грошах, успіху й жінках… Але я захоплива натура, для якої незначні захоплення можуть переростати в серйозну залежність», — зауважував він з цього приводу. Однією з причин переїзду в США було бажання зібратися з силами й позбутися наркотичної (насамперед, кокаїнової) залежності. «Життя молодого музиканта в серйозній рок-групі таке, що його навіть важко описати; моя ж особистість в «Uriah Heep» розчинилася повністю… Абсолютно втратив себе, не мав жодного уявлення, хто я такий», — зізнавався музикант в інтерв'ю 2007 року.
Генслі говорив, що відчув велич групи лише через п'ять років після виходу з неї. Ще більшою мірою це усвідомлення проявилося, коли він почав перечитувати листи, які приходили на вебсайт. «Будучи учасником групи в ту доісторичну епоху, коли не було інтернету… я й не замислювався про те, що деякі пісні можуть мати величезний вплив на окремих людей», — зізнавався він пізніше. Музикант стверджував, що його ніколи не запрошували повернутися в «Uriah Heep», і вважав, що «на те були вагомі причини: особисті або філософські, а можливо, лише пов'язані з упередженнями». Він допускав, що «якби Девід і Гері були живі, реюніон би стався давно», а можливо «<для групи> і не було би причин розпадатися». Але щодо перспективи возз'єднання в нинішній ситуації відповідав: «Безумовно можу сказати тільки одне: якщо запропонують, я скажу рішуче «ні», тому що я не хочу повертатися назад…».

### Сольна кар'єра
Ще як учасник «Uriah Heep», він почав сольну кар'єру, випустивши 1973 року за участю колег Гері Тейна та Лі Керслейка альбом Proud Words On A Dusty Shelf (# 173, US) [8]. В анотації, написаній Генслі й розміщеній на обкладинці платівки, йдеться про те, що цей диск є збіркою матеріалу, який не увійшов до Demons and Wizards і The Magician's Birthday. Але, крім цього матеріалу, в альбомі є також раніше опублікована пісня «Rain» у своєму оригінальному аранжуванні — та, яка була забракована іншими учасниками «Uriah Heep»: музиканти забажали зробити кінцівку пісні м'якою та спокійною, змінивши тим самим загальний настрій твору. Включивши «Rain» в сольний альбом, Генслі таким чином врятував свою ідею пісні. Вихід у світ Proud Words… не викликав гарячого схвалення в колег і соратників Кена по «Uriah Heep». Так, гітарист Мік Бокс відгукувався про альбом у вельми зневажливому тоні, називаючи його не інакше як «Brown Turds On A Rusty Elf». 1975 року музикант випустив свою другу сольну роботу Eager To Please [1], у записі якої взяли участь бас-гітарист Марк Кларк (Mark Clarke) і барабанник Багс Пембертон (Bugs Pemberton).

#### Американський період
Залишивши «Uriah Heep», Кен Генслі намагався продовжити свою музичну кар'єру у Великій Британії. Але після невдалої спроби зібрати власну групу Shotgun переїхав до США, де дав декілька концертів у складі Ken Hensley Band і випустив 1980 року третій сольний альбом Free Spirit.
Спочатку Генслі оселився в Денвері, потім відправився в Сент-Луїс. Він припускав, що для одужання досить буде двох-трьох років, але треба було дванадцять. У Сент-Луїсі він влаштувався на роботу в компанію St Louis Music, що виробляє музичні інструменти та апаратуру. «Це було здорово: уперше в моєму житті намітилася стабільність, постійна робота, чого у мене не було до цього», — говорив музикант. Важливо було для нього і зберегти зв'язок з музичною індустрією. Генслі пропрацював у фірмі близько 15 років, роз'їжджаючи у відрядженнях по світу. Останні три роки він займався роботою всього експортного відділу, оскільки володіє трьома мовами: крім англійської, іспанською та німецькою.
1982 року Генслі приєднався до Blackfoot і випустив з ними два студійних альбоми. Спочатку гурт, як згадував він сам, запросив його лише для того, щоб додати «Хаммонд» в мікс; на той момент музиканти хотіли звільнитися від репутації «гурту Південного року». Генслі визнавав, що стилістично не вписувався в ансамбль, але коли гурт запросив його в турне, «погодився просто тому, що в той момент нічим більше не був зайнятий… Не найзадовільніший час у моєму житті, але винити в цьому доводиться мене, а не їх», — зауважував він.
Звістка про смерть колишнього вокаліста «Uriah Heep» Девіда Байрона 1985 року вразила Кена Генслі. Він зразу ж залишив колектив і лише через деякий час відновив музичну діяльність як сесійний музикант, співпрацюючи, зокрема, з такими групами, як Cinderella і W.A.S.P.
Лише в 1987–1988 роках Генслі повністю позбувся пристрасті до кокаїну. «Віра <в Бога> допомогла мені перевести життя в нове річище і дала мені сили для нового старту. Вона досі щодня живить мене силою», — говорив він. Офіційно членом пресвітеріанської церкви музикант став 1993 року в Сент-Луїсі. Тут же він придбав студію і став брати активну участь у церковній музичній програмі.

#### 1994–2002
Наступний сольний альбом Кена Генслі «From Time To Time» вийшов 1994 року; до нього увійшли твори, написані музикантом у 1971–1982 роках і тепер заново оброблені, а також ранні версії «класичних» пісень «Uriah Heep», записані ним з учасниками «Free» Полом Коссоффом і Саймоном Керком, з якими він колись знімав на трьох квартиру. Серед музикантів, чиї партії звучали на платівці, були також Боз Бюррелл (King Crimson, Bad Company), Мік Ральфс (Bad Company), Ієн Пейс (Deep Purple, Whitesnake) і Кенні Джонс (The Who).
1999 року вийшов «A Glimpse Of Glory» — альбом, практично повністю складений із нових пісень. 2000 року Кен Генслі дав спільний концерт із Джоном Лоутоном і Полом Ньютоном у проєкті, що отримав назву Hensley / Lawton Band. 2002 року він виступив з бас-гітаристом і співаком Джоном Веттоном, учасником «Uriah Heep» у 1974–1975 роках.
2002 року «Uriah Heep» дали кілька концертів, присвячених 30-річчю виходу альбому The Magician's Birthday. Генслі взяв у них участь як запрошений музикант, виконавши з групою декілька своїх класичних пісень. Разом із ним також брав участь і Джон Лоутон. За матеріалами цього виступу був випущений DVD під назвою «The Magician's Birthday Party»

#### З 2003 і дотепер
2003 рік ознаменувався виходом «The Last Dance» — нового альбому Кена, який до цього часу переїхав до Іспанії. У роботі над ним взяли участь іспанські колеги-музиканти Анхель Діас, Томмі й Овідія Лопез, який (згідно з Генслі) входить «до п'ятірки найкращих гітаристів Європи», Джавера Де Марко та інші. Виходу альбому передувало його масштабне гастрольне турне по Росії.
2004 року Кен приїхав до Москви для запису альбому, що отримав назву The Wizard's Diary, де виступив, як зазвичай, як гітарист, співак, зігравши також на звичному Hammond B3, Moog-синтезаторі та інших клавішних інструментах. Він виконав тут класичні пісні епохи «Uriah Heep», заново аранжовані: «The Wizard», «Illusion», «Rain», «Sweet Freedom», «Lady In Black», «Free Me», «July Morning» та інші. У записі брали участь виключно російські музиканти (яким сам Кен дав дуже високу оцінку) — барабанник Андрій Шатуновський, бас-гітарист Олексій Осташев, піаніст Вадим Назаров, гітарист Ігор Кожин. Запрошення Генслі взяти участь у створенні альбому прийняв колектив Російського Президентського симфонічного оркестру, силами музикантів якого були зроблені й виконані оркестрові аранжування його творів, які маестро також дуже високо оцінив.
2006 року побачила світ його автобіографічна книга «When Too Many Dreams Come True — The Ken Hensley Story», у якій Кен розповідає про різних особистостей, які насправді представляють одну людину — самого його. Нині книга зазнала декілька перевидань і перекладена на болгарську й російську мови.
2007 року вийшов сольний альбом «Blood On The Highway», вокальні партії в якому, крім автора, виконали Йорн Ланде, Джон Лоутон, Ів Галахер, Глен Х'юз, а в записі брав участь «Alicante Symphony Orchestra» — непрофесійний оркестр молодих музикантів.
«Кров на автостраді» — рок-опера, в якій розповідається про музиканта, що стає рок-зіркою, про те, що він здобув, а головне — втратив. Кен говорив, що сюжет платівки багато в чому автобіографічний, а ідея її належала керівникові фірми звукозапису, який запропонував покласти на музику літературну автобіографію музиканта. Процес створення пісень він порівнював із написанням кіносценарію: «Є сюжет, і в кожній конкретній пісні я немовби вихоплюю частинку цього сюжету, це тема усередині загальної теми» [6]. З матеріалом альбому Генслі вийшов на гастролі на чолі групи «The Viking All Stars», всі учасники якої — норвежці (за винятком вокаліста-ісландця) [6]. Свій колектив він назвав «Live Fire».
У вересні-жовтні 2010 року Кен зі своїм колективом «Live Fire» провів у Ризі (Латвія) студійну сесію запису нового альбому, випущеного в травні 2011 року на фірмі звукозапису Edel. Вони працювали (як написав Генслі в щоденнику) «…з величезним натхненням, енергією та задоволенням». «Я зрозумів основну причину, чому я люблю цих хлопців. Здається, що вони здатні читати мої думки, коли йдеться про <інструментальні> партії та інтерпретації, і вони грають все те, що я, через свої обмежені музикальні здібності, лише бажав би зіграти, якби міг. Може, це тільки для мене здається трохи магічним, але це сильно нагадує мені про інший особливий час мого музичного життя», Кен Генслі.
Музикант оцінив 2010 рік як дуже плідний і помітив, що в нього зараз — «великий менеджер», «фантастична група», новий записаний CD-альбом і багато чудових проєктів у планах на 2011 рік. Тепер із Генслі працює новий менеджер Стів Велтман.

## Особисте життя
Кен Генслі жив в Іспанії, у містечку Алгост, поблизу міста Аліканте, зі своєю дружиною Монікою. Вони зустрілися в США, деякий час намагалися жити в Англії («тому що я хотів бути ближче до сім'ї»), але «зненавиділи погоду та з'ясували, що життя в Британії дорогувате». Вирішено було переїхати до Іспанії, де, за словами Генслі, «хороша погода, гарні вина — ідеальне місце! — і вартість життя невисока, тому що ми живемо посеред пустелі з усіма своїми тваринами». У будинку подружжя, за словами музиканта, — 8 собак, «від 7 до 9 котів, залежно від того, який сьогодні день», а також кури, кролики, корови і коні [6]. Генслі працював там же, у власній студії; зазвичай — з 11 ранку до 16 години.
2007 року Кен і Моніка стали прийомними батьками, усиновивши 12-річного хлопчика на ім'я Хуаніто, кинутого циганами в трирічному віці.

## Вплив
Творчість Кена Генслі мала величезний вплив на рок-музику. Візитною карткою композитора й музиканта стали такі пісні, як «Free Me», «Sympathy», «Easy Livin'», «Stealin'», «The Spell», «Lady In Black», «Look At Yourself» (на двох останніх він виконав провідну вокальну партію) і «July Morning» — пісня стала неофіційним гімном Болгарії.
Фахівці та колеги відзначали його майстерність інструменталіста та аранжувальника. «Наскільки я можу судити, Кен Генслі власноручно написав підручник клавішних для хеві-металу»,— заявив Блекі Лоулесс, WASP.

## Участь у групах
- The Gods (1965—1968) — вокал, клавішні, гітара
- Toe Fat (1968) — клавішні та вокал, гітара
- Head Machine (1968) — вокал, клавішні, гітара
- Weed (1971) — вокал, клавішні, гітари
- Uriah Heep (1969—1980) — клавішні, вокал, електро- та акустичні гітари, автор музики та віршів більшості пісень
- Shotgun (1980) — вокал, клавішні, гітари
- Ken Hensley Band (1981) — вокал, клавішні, гітари
- Blackfoot (1982—1985) — клавішні, вокал, слайд-гітара
- W.A.S.P. (1989) — орган Hammond (як сесійний музикант)
- Bruce Cameron — клавішні (як сесійний музикант)
- Hensley-Lawton Band (2000—2001) — клавішні, гітара, вокал
- Ken Hensley's Free Spirit (2002) — клавішні, гітари, вокал
- Ken Hensley & the Viking All-Stars Band (2005) — клавішні, гітари, вокал
- Ken Hensley & Live Fire (2006-теперішній час) — клавішні, гітари, вокал
- Therion (2007) — альбом Gothic Kabbalah (запрошений музикант — орган Хаммонда)
- Toni Rowland (2008) — продюсер альбому «Unfolding»
- B.T.R. (2008) — клавішні (запрошений музикант)

## Дискографія
Ken Hensley & Live Fire
- Faster (2011) [3]
- Live in Russia (2019)

## Сольні роботи
- Proud Words On A Dusty Shelf (1973)
- Eager To Please (1975)
- Free Spirit (1980)
- The Best Of Ken Hensley (1990)
- From Time To Time (1994)
- A Glimpse Of Glory (1999)
- Ken Hensley Anthology (2000)
- Running Blind (2002)

- The Last Dance (2003)
- The Wizard's Diary (CD / DVD) (2004) [~ 2]
- Cold Autumn Sunday (2005)
- Elements — Anthology 1968 To 2005 (2006)
- Inside The Mystery (2006)
- Blood On The Highway (2007)
- Live Fire (DVD) (2007)
- Love … And Other Mysteries (2012 р.)
- Rare and Timeless (2018)

## Uriah Heep
- Very 'Eavy Very' Umble (1970)
- Salisbury (1970)
- Look At Yourself (1971)
- Demons And Wizards (1972)
- The Magician's Birthday (1972)
- Uriah Heep Live (1973)
- Sweet Freedom (1973)
- Wonderworld (1974)
- Return To Fantasy (1975)
- The Best Of Uriah Heep (збірка) (1975)
- High And Mighty (1976)
- Firefly (1977)
- Innocent Victim (1977)
- Fallen Angel (1978)
- Conquest (1980)
- Live At Shepperton '74 (1986)

- Live In Europe 1979 (1986)
- The Collection (збірка) (1989)
- Two Decades Of Rock (збірка) (1990)
- Still 'Eavy Still Proud (збірка) (1990)
- Rarities From The Bronze Age (сингловий збірник) (1991)
- The Lansdowne Tapes (збірка) (1994)
- A Time Of Revelation (збірка) (1996)
- Live In San Diego 1974 (1997)
- Classic Heep — An Anthology (збірка) (1998)
- Travellers In Time — Anthology Vol. I (збірка) (2000)
- Blood On Stone — Anthology Vol. II (збірка) (2001)
- Empty The Vaults: The Rarities (збірка) (2001)
- Come Away Melinda: The Ballads (збірка) (2001)
- The Magician's Birthday Party (DVD) (2002) [~ 3]
- Chapter & Verse — The Uriah Heep Story (збірка) (2005)
- Easy Livin' — Singles A's & B's (сингловий збірник) (2006)

## Інші колективи
The Gods
- Genesis (1968)
- To Samuel a Son (1970)
- The Gods Featuring Ken Hensley (1976)

Head Machine
- Orgasm (1970)

Cliff Bennett & Toe Fat
- Toe Fat (1970)

Weed
- Weed …! (1971)

Blackfoot
- Siogo (1983)
- Vertical Smiles (1984)
- KBFH presents Blackfoot Live 1983 (1998)

Hensley Lawton Band
- The Return (2001)
- Salisbury Live (2001)

Ken Hensley & John Wetton
- More Than Conquerors (2002)
- One Way Or Another (2002)